# طلينس
طلينس أو دِلّينُس (الاسم العلمي Tellina)، جنس محار من الرخويات صفيحيات الخاشيم وينتمي إلى فصيلة الطلينسيات
. أنواعه عديدة جميعها صيوانية الأصفاد تعيش غارزة في رمال الشواطئ.